# نیو-ویردینگ
نیو-ویردینگ (به هلندی: Nieuw-Weerdinge) یک منطقهٔ مسکونی در هلند است که در امن (درنته) واقع شده‌است.